# United States Army Rangers
Os United States Army Rangers, ou Rangers somente, são membros de elite do Exército dos Estados Unidos. Os Rangers têm servido em unidades Ranger reconhecidas do Exército, ou se formaram na United States Army Ranger School. O termo "Ranger" foi usado pela primeira vez na América do Norte no início do século XVII; no entanto, a primeira companhia Ranger não foi oficialmente comissionada até à Guerra do Rei Philip (1676) e, em seguida, eles foram usados em quatro guerras francesas e indianas. Também lutaram na Revolução Americana, Guerra de 1812, e na Guerra Civil Americana.
Não foi até à Segunda Guerra Mundial que o moderno conceito Ranger foi concebido, autorizado pelo General George C. Marshall, em 1942. Os seis batalhões dos modernos Rangers foram implantados em guerras na Coreia, Vietnã, Afeganistão e Iraque, e viram ação em vários conflitos, como no Panamá, em Granada e na Somália. Dos atuais batalhões Ranger ativos, dois — o 1st e o 2nd — têm estado em serviço desde a reativação, em 1974. O 3rd Ranger Battalion e o Quartel General do 75th Ranger Regiment foram reativados em 1984.
O 75th Ranger Regiment é agora uma formação de combate de infantaria ligeira do Comando de Operação Especiais do Exército dos Estados Unidos (USASOC). O Regimento Ranger traça a sua linhagem a três dos seis batalhões criados na Segunda Guerra Mundial, e à 5307th Composite Unit (provisória) — conhecida como "Merrill's Marauders", e em seguida, ordenada como a 475th Infantry, e mais tarde como a 75th Infantry.
A Brigada de Treinamento Ranger (RTB) com sede em Fort Benning, Geórgia — é uma organização sob o Comando de Treinamento e Doutrina do Exército dos Estados Unidos (TRADOC), e é separada do 75th Ranger Regiment. Esteve em serviço sob vários nomes e departamentos do Exército desde a Segunda Guerra Mundial. A Brigada de Treinamento Ranger administra a Ranger School. A conclusão bem-sucedida deste curso de 61 dias é necessária para se tornar um Ranger qualificado e usar o distintivo.

## Galeria

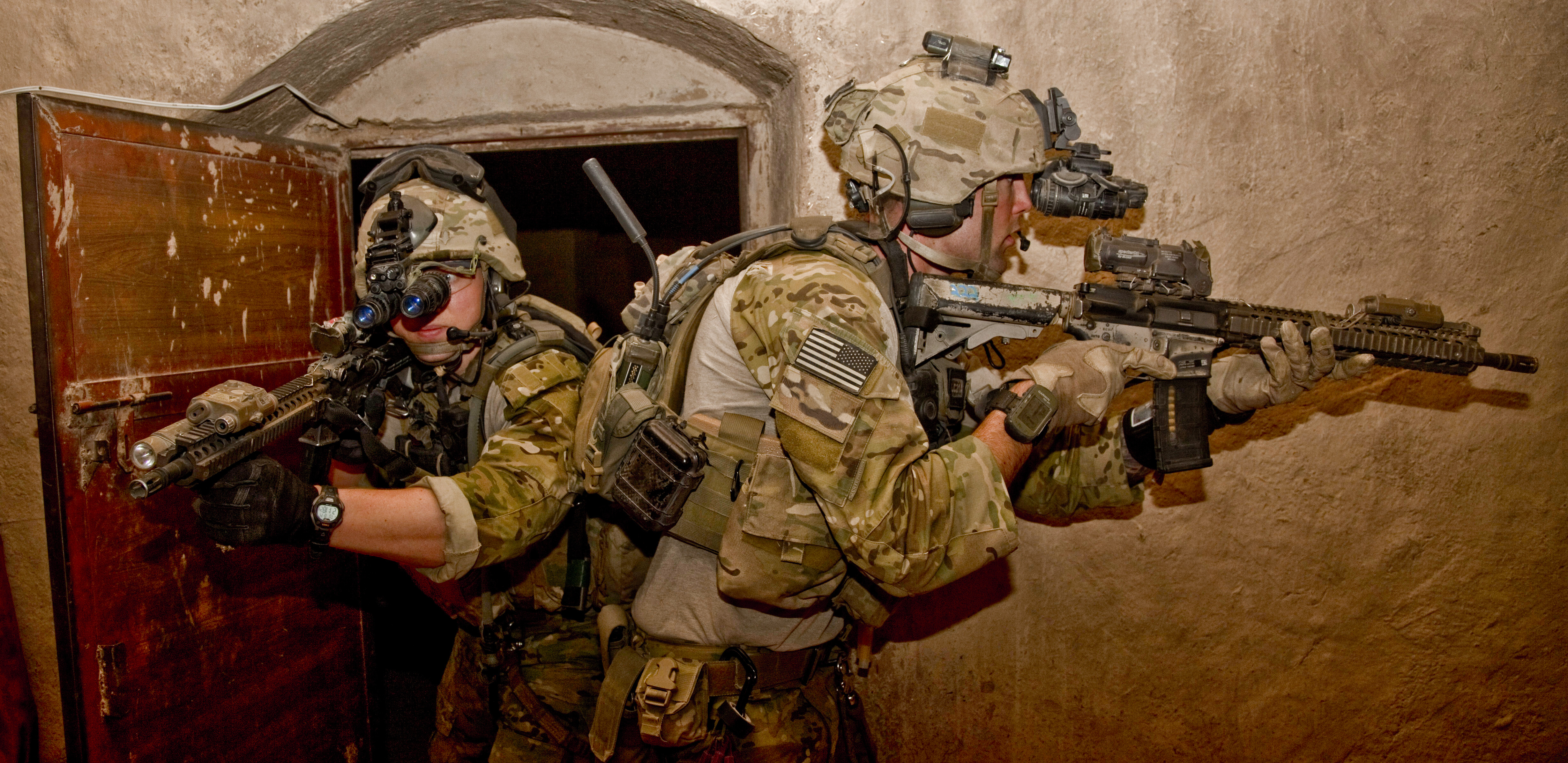
Rangers durante uma operação no Afeganistão.
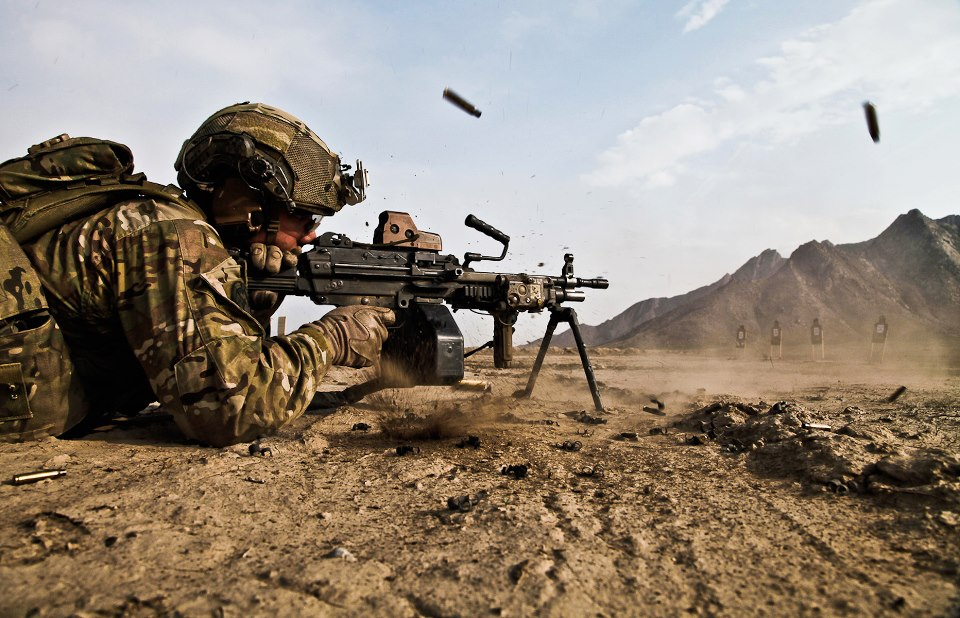
Um ranger do 75º Regimento de infantaria.
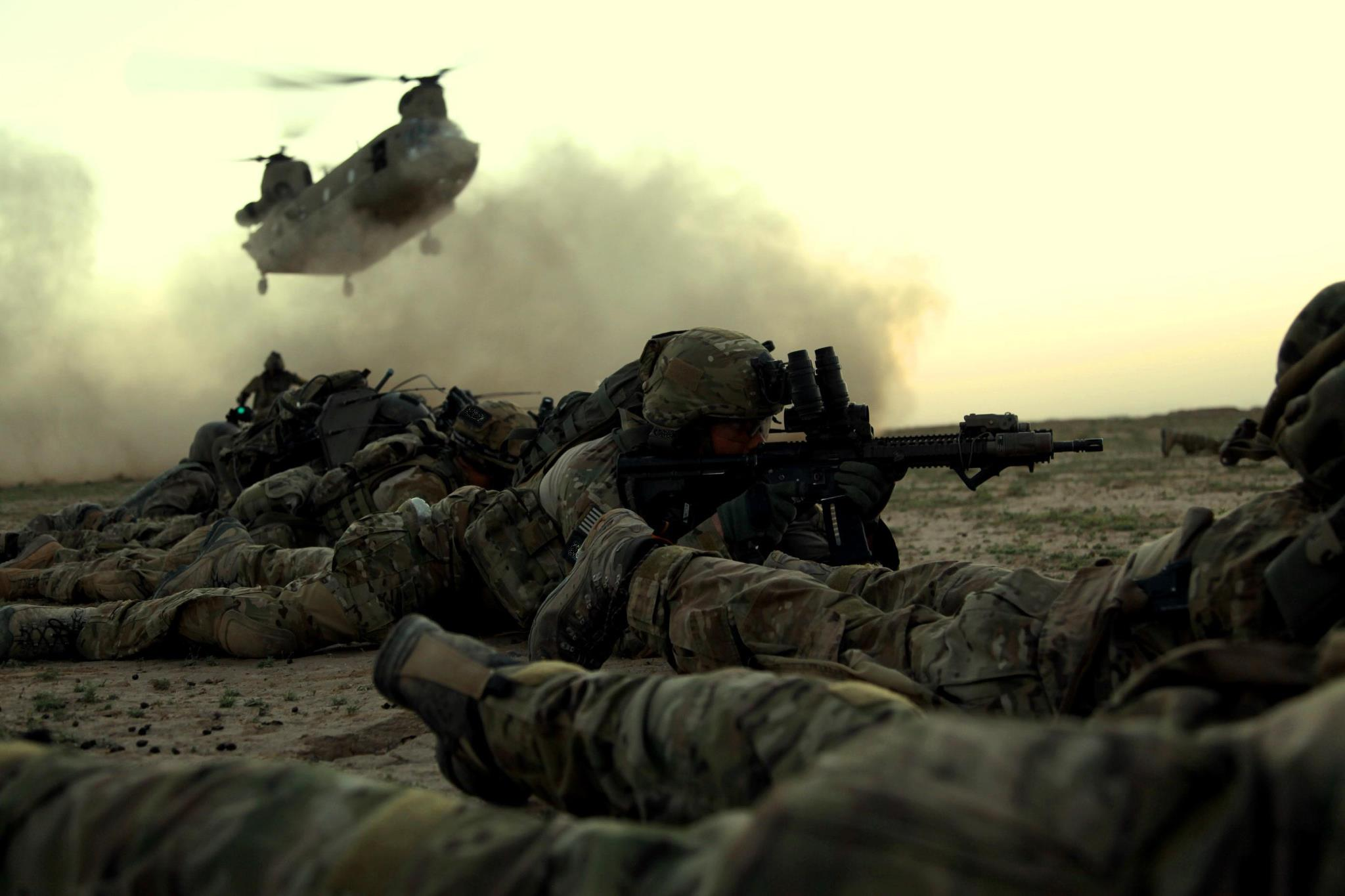
Rangers, servindo no Afeganistão.
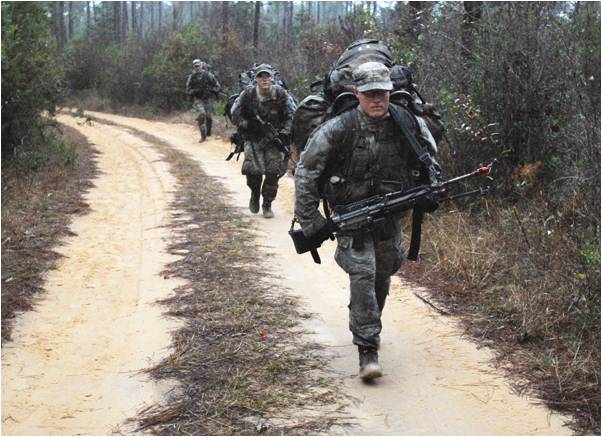
Soldados Rangers durante o treinamento.